# 傑·弗里曼
傑·弗里曼（英語：Jay Freeman，1981年11月27日—）是一名美國商人及軟體工程師。他因為開發Cydia應用程式及相關iOS越獄軟體，使蘋果公司的iOS能夠安裝並自訂在App Store系統規範之外的軟體而著名。

## 教育及早期工作
費里曼自加利福尼亞大學聖塔芭芭拉分校創意研究學院畢業，取得電腦科學學位。2009年，他在該校取得電腦科學博士學位。
費里曼在2002年建構一個.NET反編譯器Anakrino。他在2005年與他人合著發布一篇關於「Java全局事件規範與監視資料庫」的論文。他與布萊恩·福克斯共同執行多項自由業工作。

## 軟體

### iOS
2008年2月，費里曼發布Cydia的初始版本，這是一款針對iOS系統的越獄工具。2009年5月，他新增了專屬Cydia的商店系統，使開發者能夠銷售他們的軟體。2010年9月，他的公司SaurikIT宣布收購Rock Your Phone公司，SaurikIT與Rock Your Phone原為市場上最大的兩間第三方軟體供應商。
費里曼特別為iOS越獄發布了開發者軟體製作工具，此外，他開發出一組名為Cydia Substrate的框架，讓開發者以擴充元件修改iOS的框架，以及一款腳本工具Cycript，允許開發者檢查並修改iOS及OS X上執行的應用程式。
他為iOS越獄使用者開發包括Apple File Conduit 2、Cycorder、CyDialer、Cydget、Cyntact、Cyueue、Five Icon Dock、Veency、WinterBoard等，眾多使iOS裝置增添新功能的插件。另外，他也推出一款名為Cydia Eraser的插件，可以讓裝置在清除所有內容和設定並移除越狱環境後，依舊維持在目前的版本。
費里曼是iPhone Dev Team團隊的成員，致力於開發iOS越獄。

### Android
費里曼亦在Android作業系統上進行軟體開發與安全性研究。他在2008年將Debian移植至Android裝置中。2013年4月，他對Google眼鏡建構Root環境並評估產品安全性風險。2013年5月，他發布Android版本的Cydia Substrate。2013年7月，他找到Android系統「Master Key」的漏洞。